# Vale Tehuacán-Cuicatlán
O Vale Tehuacán-Cuicatlán é uma área de proteção natural localizada no sudeste do México. Seu nome é derivado de duas localidades: Cuicatlán e Tehuacán, onde fica á administração. CObre uma área de 490.186 hectares distribuídos entre 21 municípios nos estados de Puebla e Oaxaca. A área pertence a Sierra Madre del Sur.
Caracterizada por terrenos rústicos, onde montanhas baixas (máximo 300 metros) estão no centro de vales e rios. Quase toda a reserva faz parte da bacia do RIo Papaloapan, um dos maiores do México, embora nessa área a umidade não seja suficiente para formar longos canais. O rio Papaloapan se origina nas montanhas de Sierra de Tehuacán e Sierra Mixteca, incluindo Tehuacán e os rios Calapa e Zapotitlán.
O clima da região é quente semi-seco e quente semi-tropical com chuvas moderadas a escassas no verão. Nas partes mais altas das montanhas é comum ver um leve nevoeiroa que raramente se condensa e forma uma chuva modesta.
A importância de Tehuacán-Cuicatlán está na sua grande biodiversidade. Um terço das plantas da região são endêmicas. A flora predominante é xerófita, numa proporção de mais de um terço das espécies da região. Um dos locais mais ecologicamente excepcionais da região é a floresta de cactos, uma das mais altas concentrações de cactos no mundo. Quarenta e cinco das 70 espécies mexicanas são encontradas na porção central do país. A área também contem arbustos, florestas decíduas tropicais, florestas de pinheiros e carvalhos.
Entre os vertebrados, a reserva possui 18 espécies de peixe, 27 de anfíbios, o que é uma grande diversidade, quando comparada a outros desertos da América do Norte e Austrális. Também possui 85 espécies de répteis, dos quais 20 são endêmicas e 338 de pássaros, com 16 endêmicas.

## Galeria

Flora na Reserva de Biosfera Tehuacán-Cuicatlán
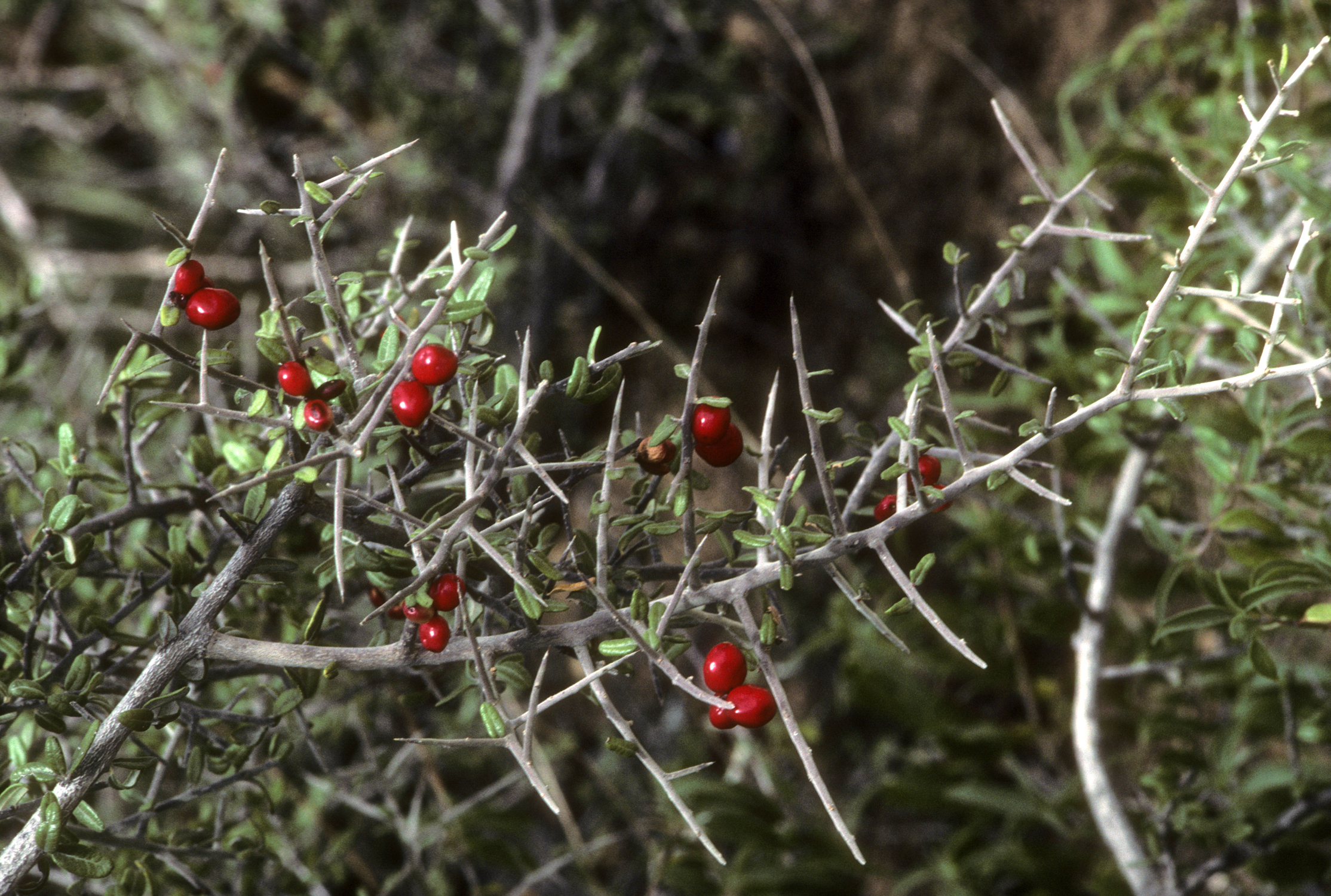
Castela tortuosa
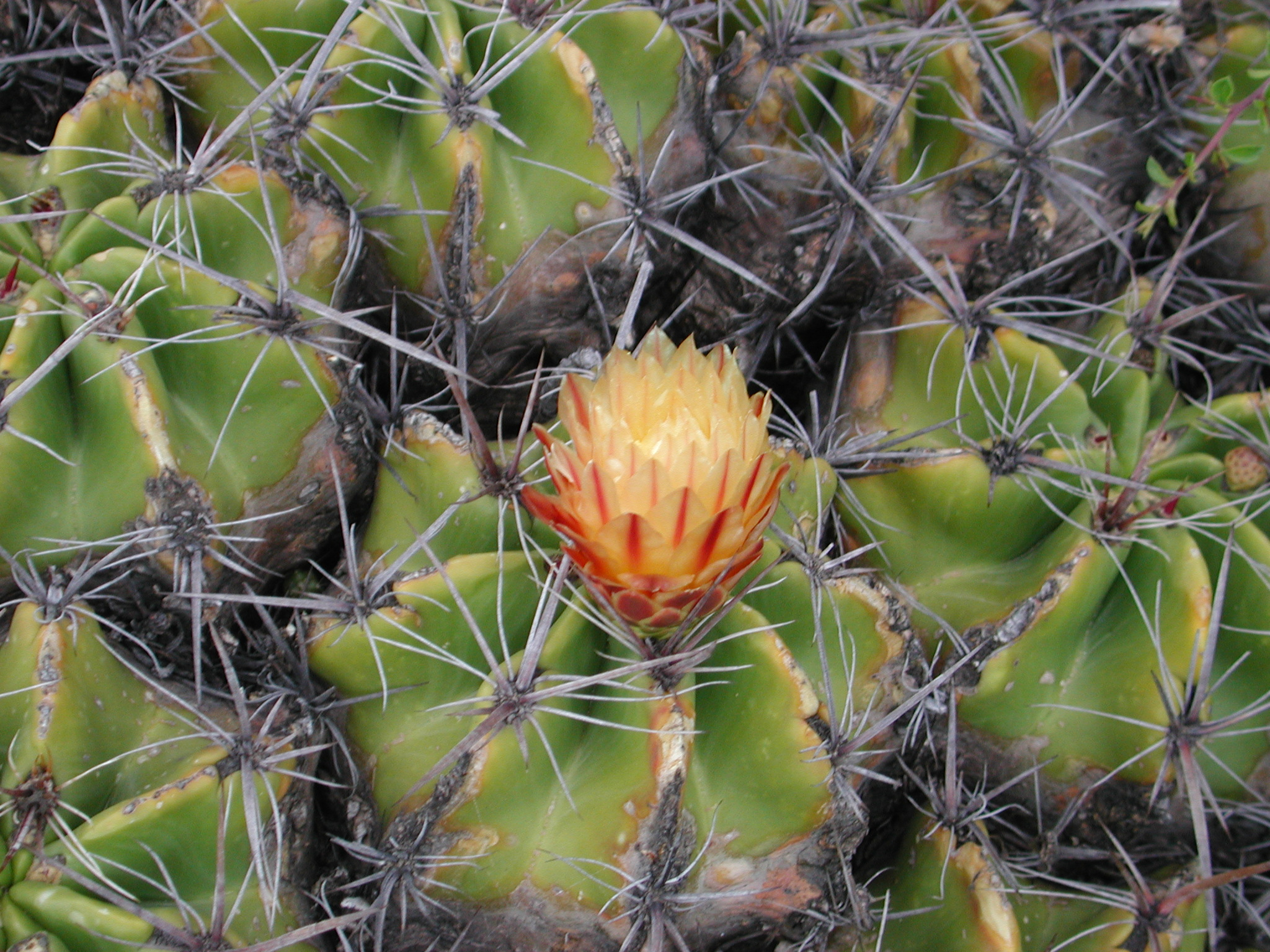
Ferocactus robustus
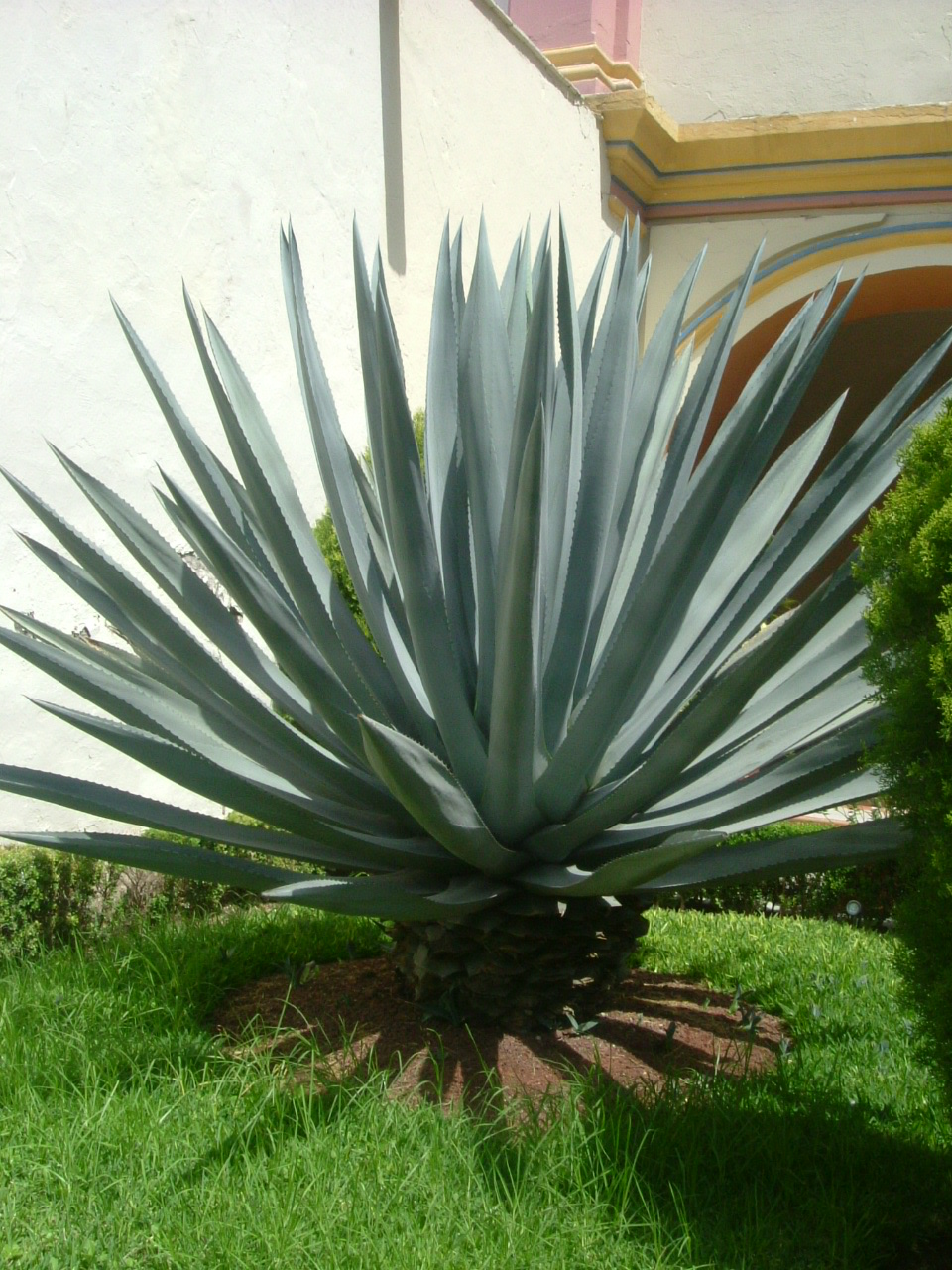
Agave spp.
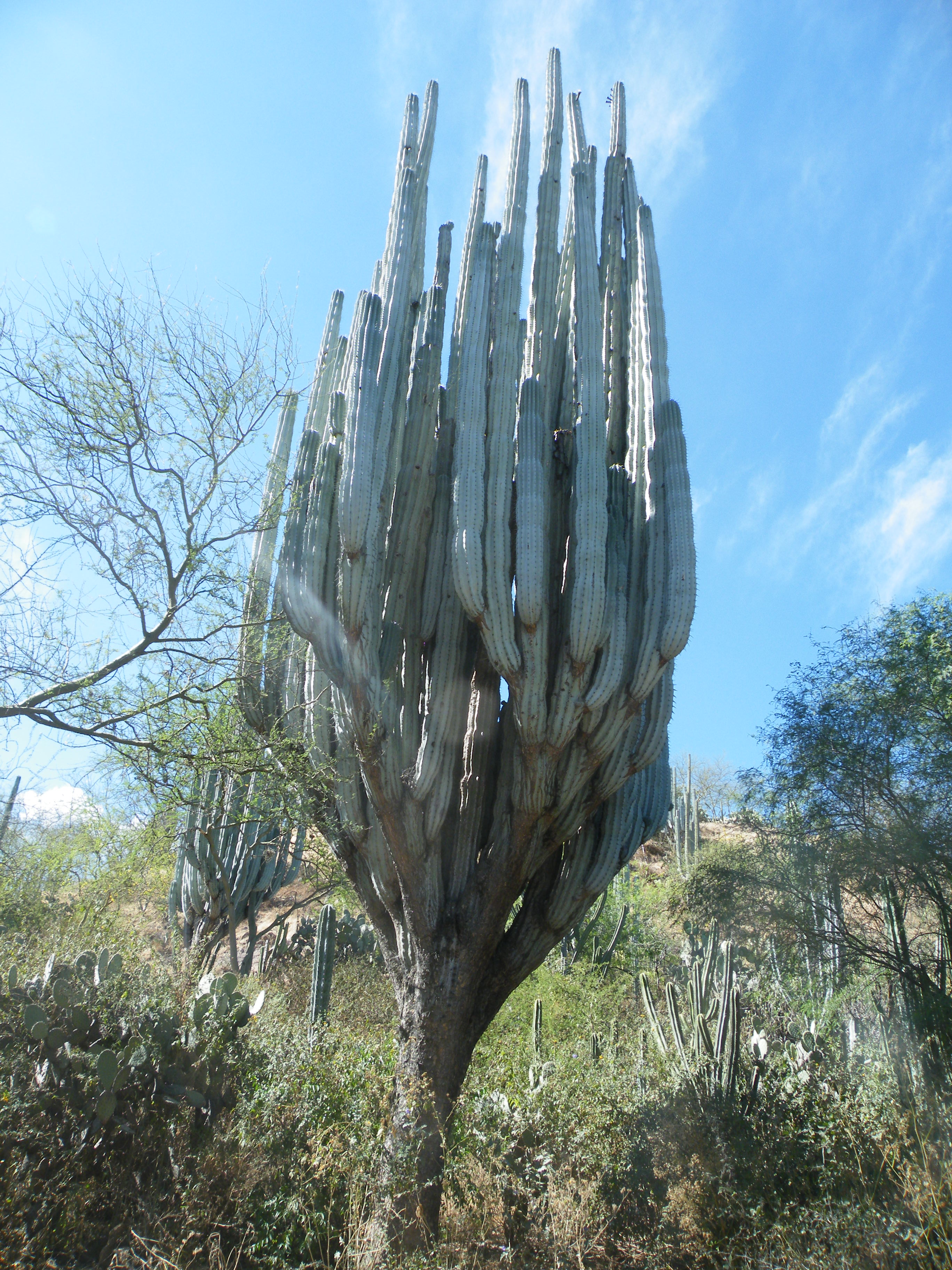
Pachycereus weberi
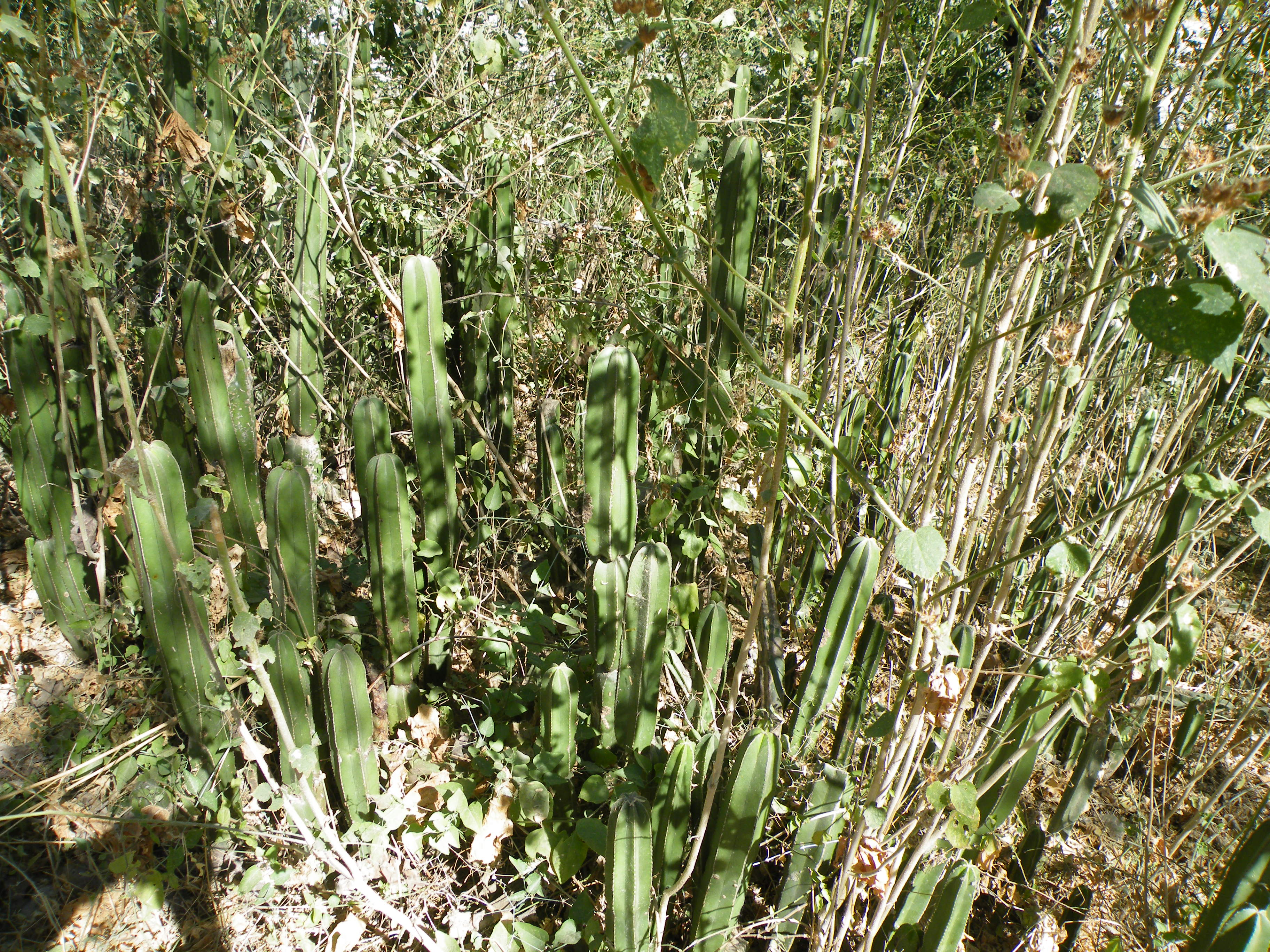
Pachycereus marginatus
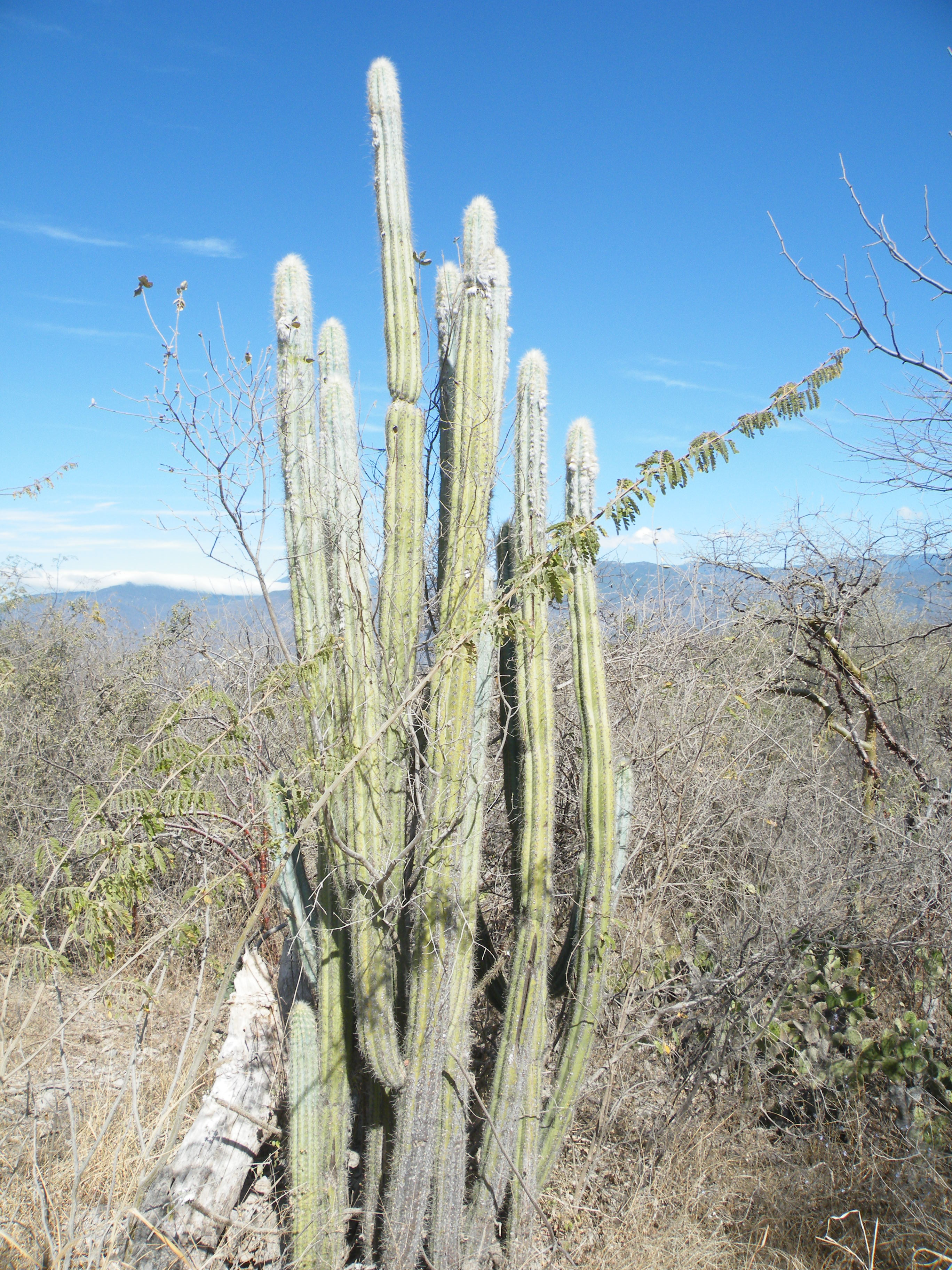
Pilosocereus quadricentralis
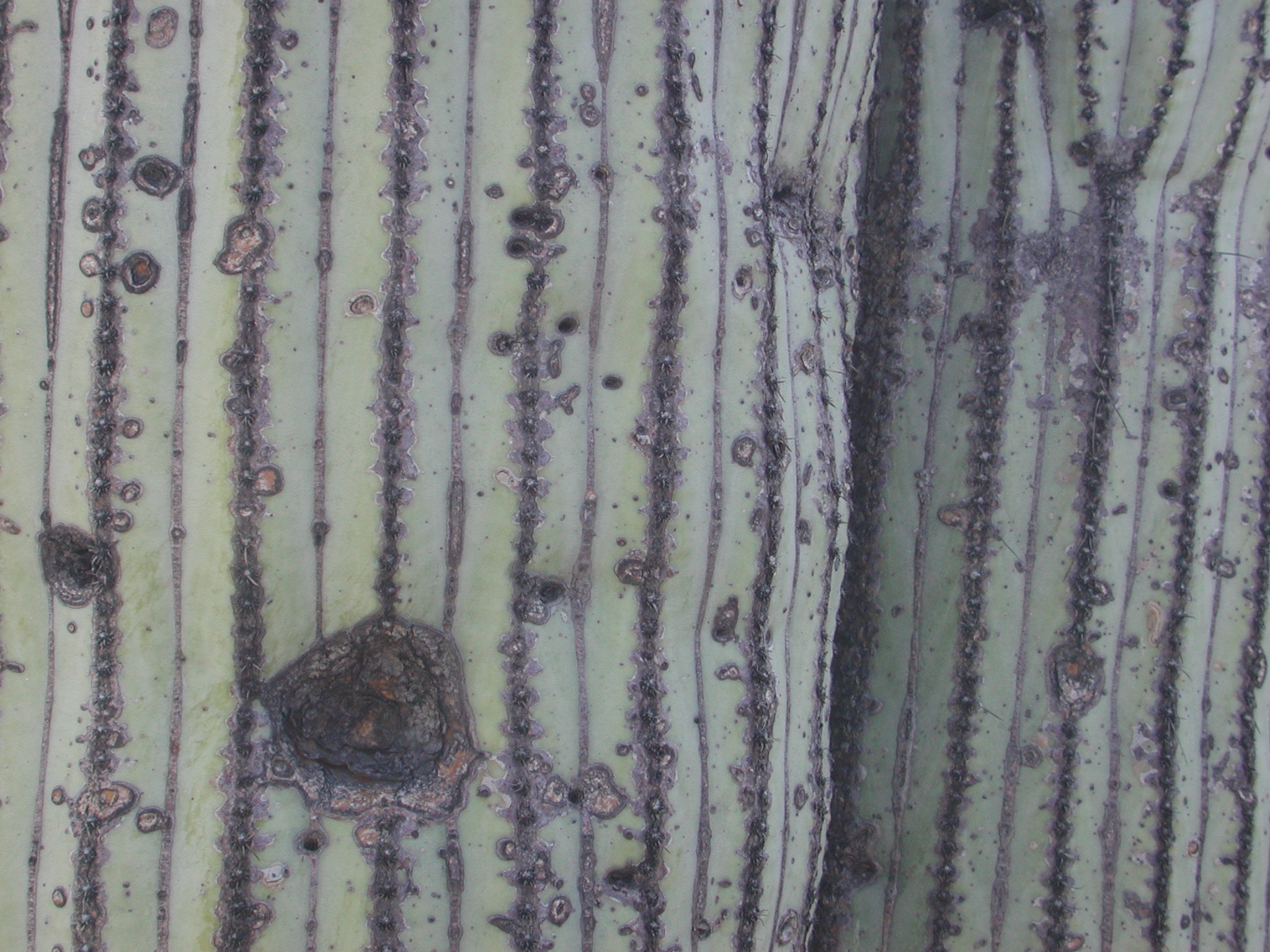
Cephalocereus columna-trajani
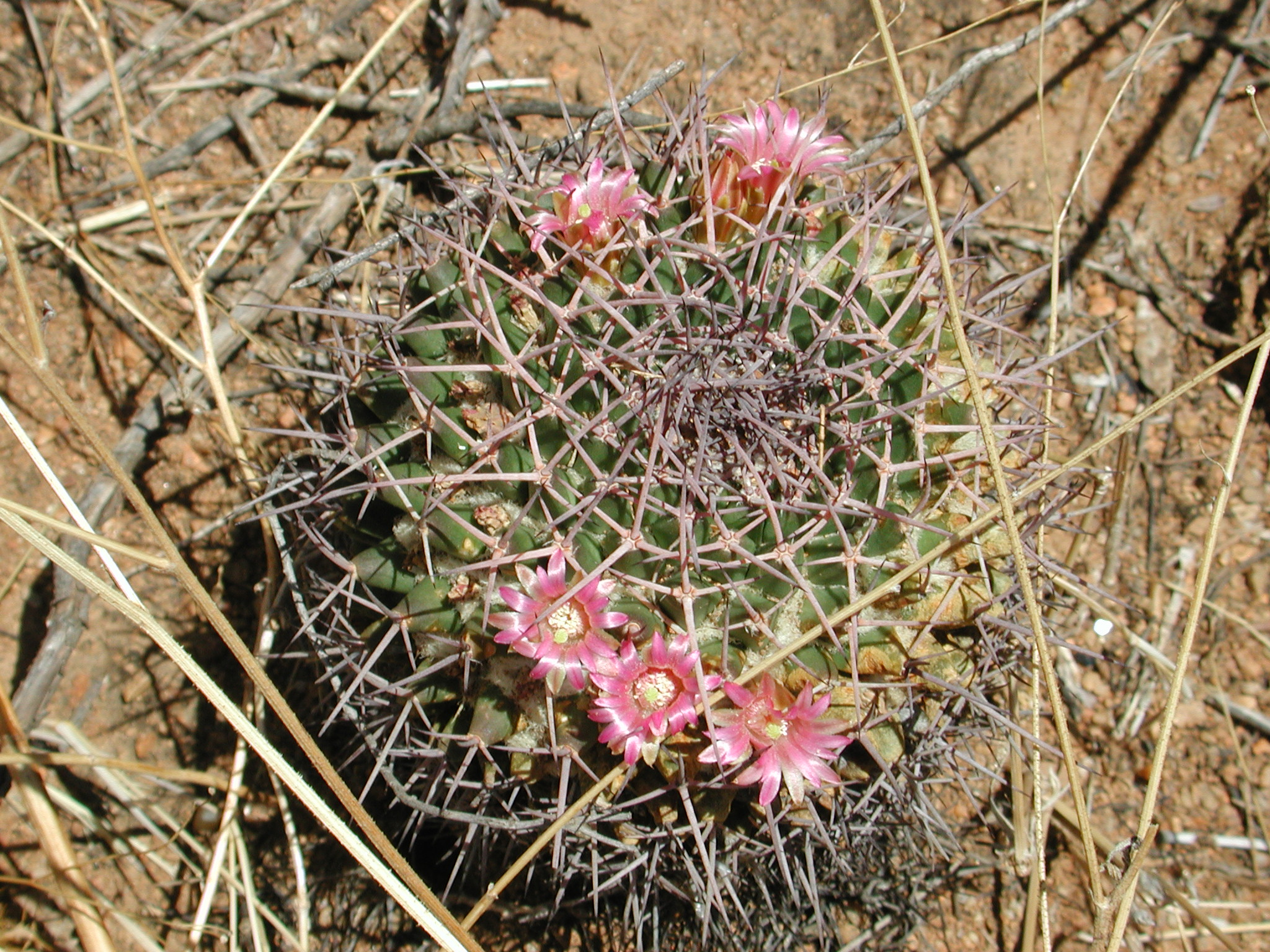
Mammillaria carnea
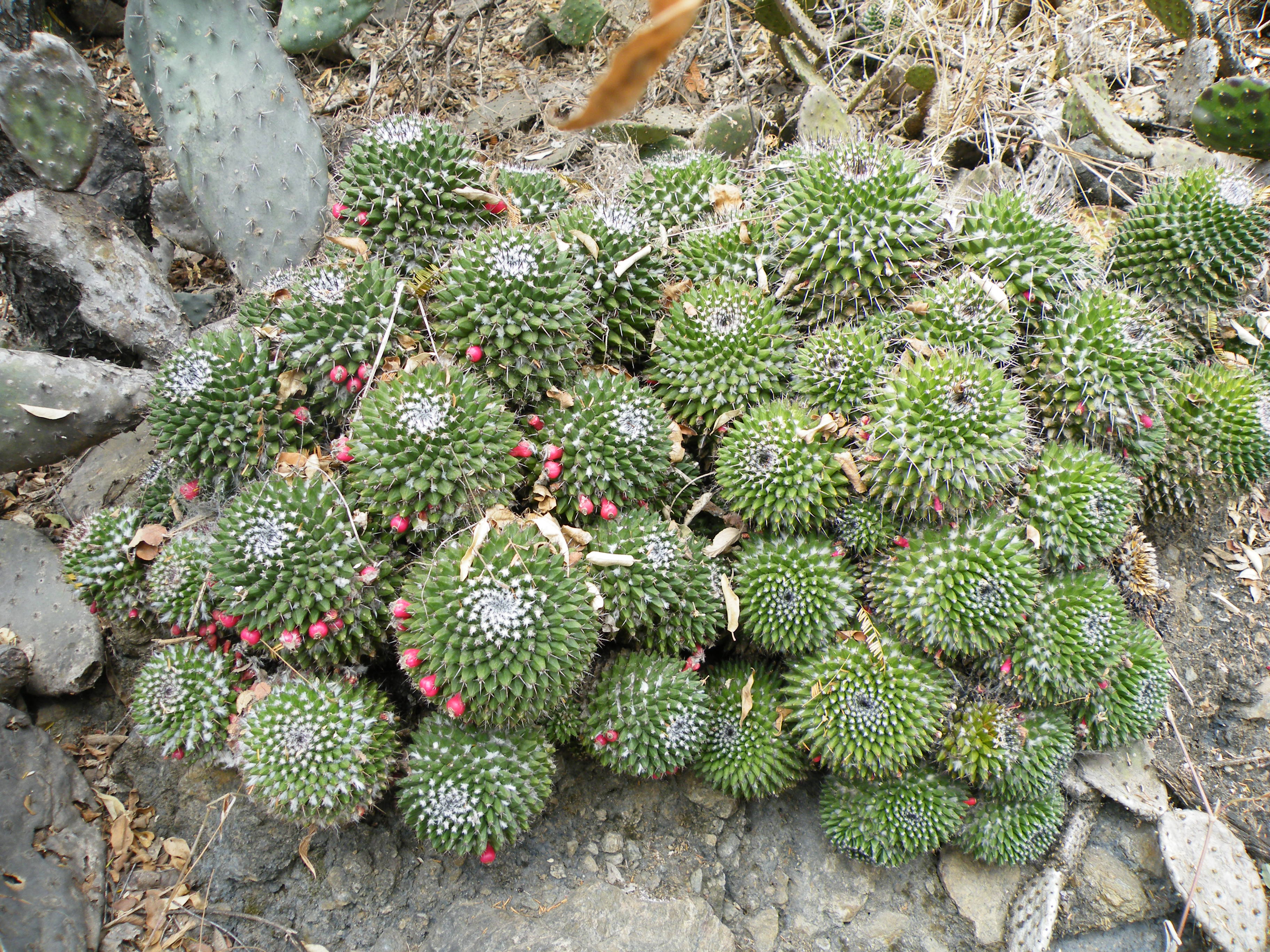
Mammillaria polyedra
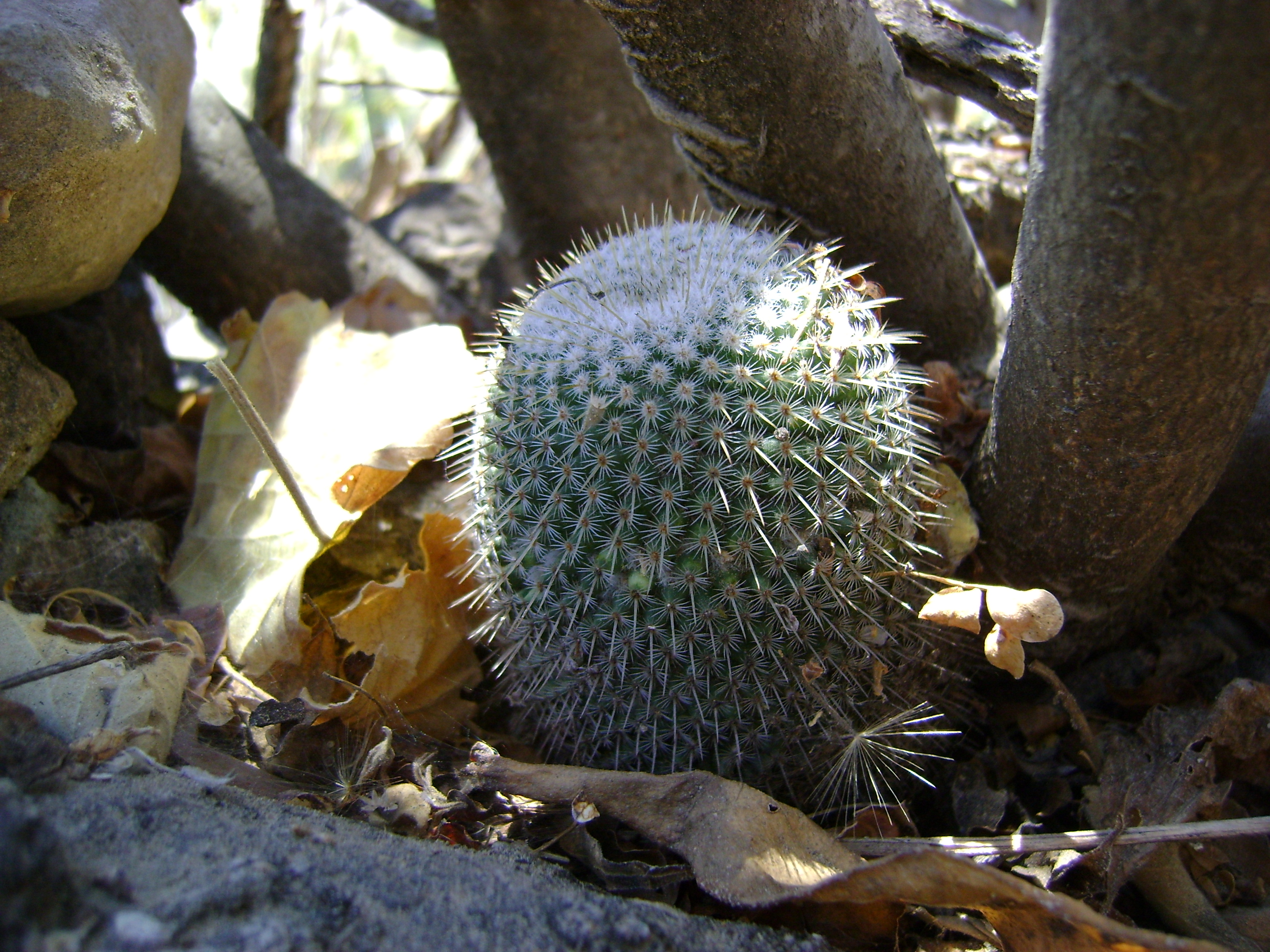
Mammillaria supertexta
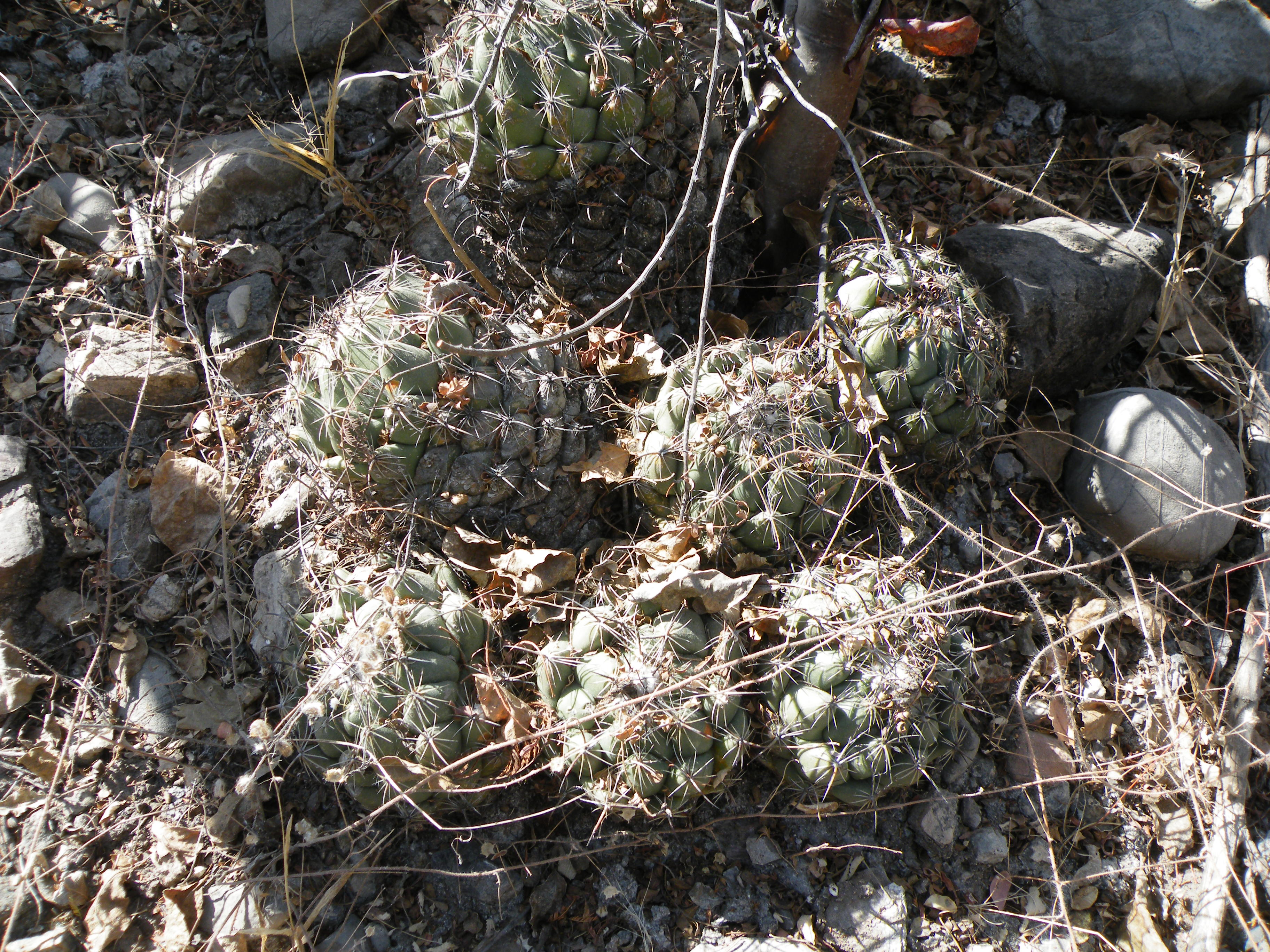
Coryphantha calipensis
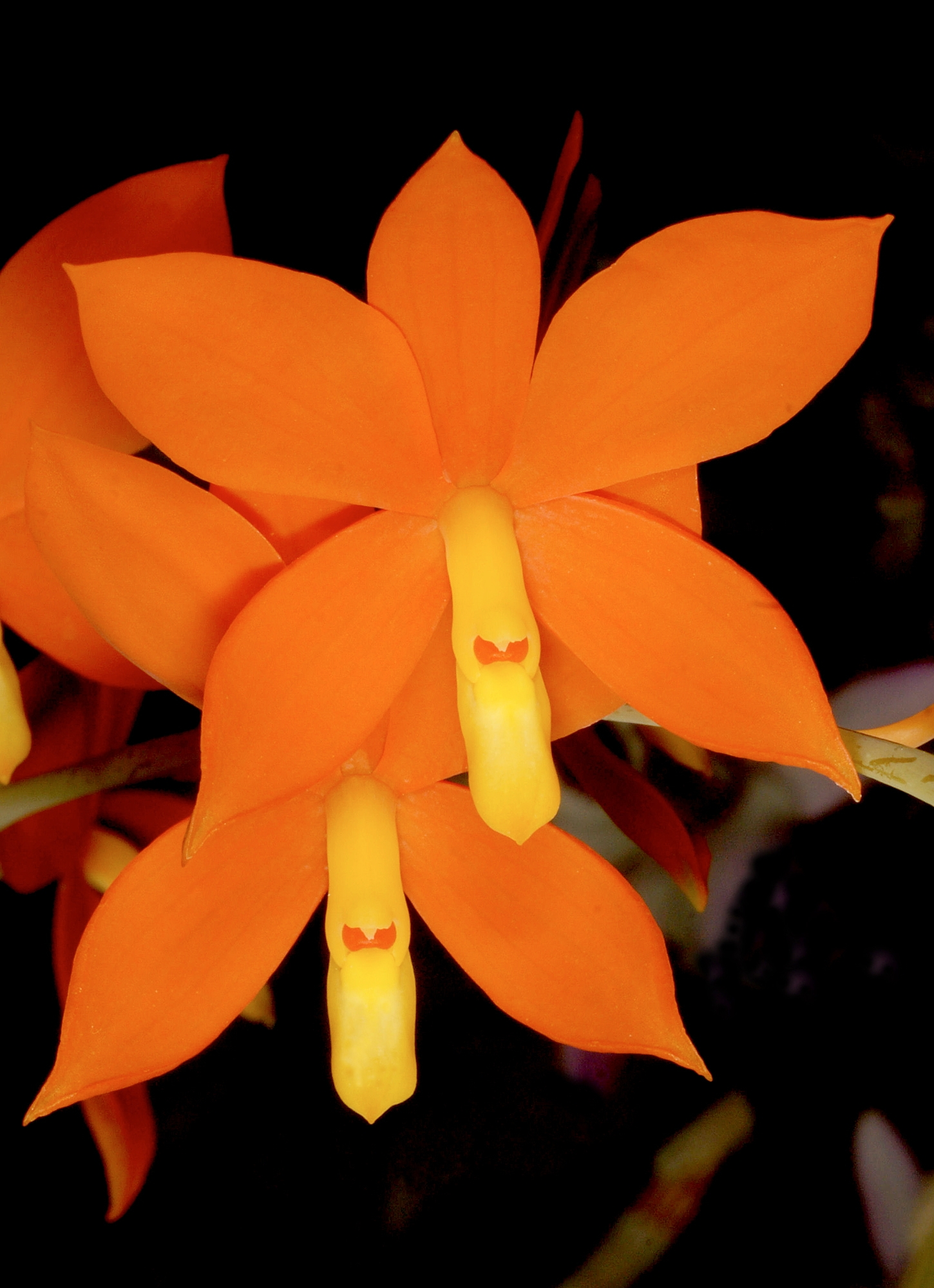
Prosthechea vitellina
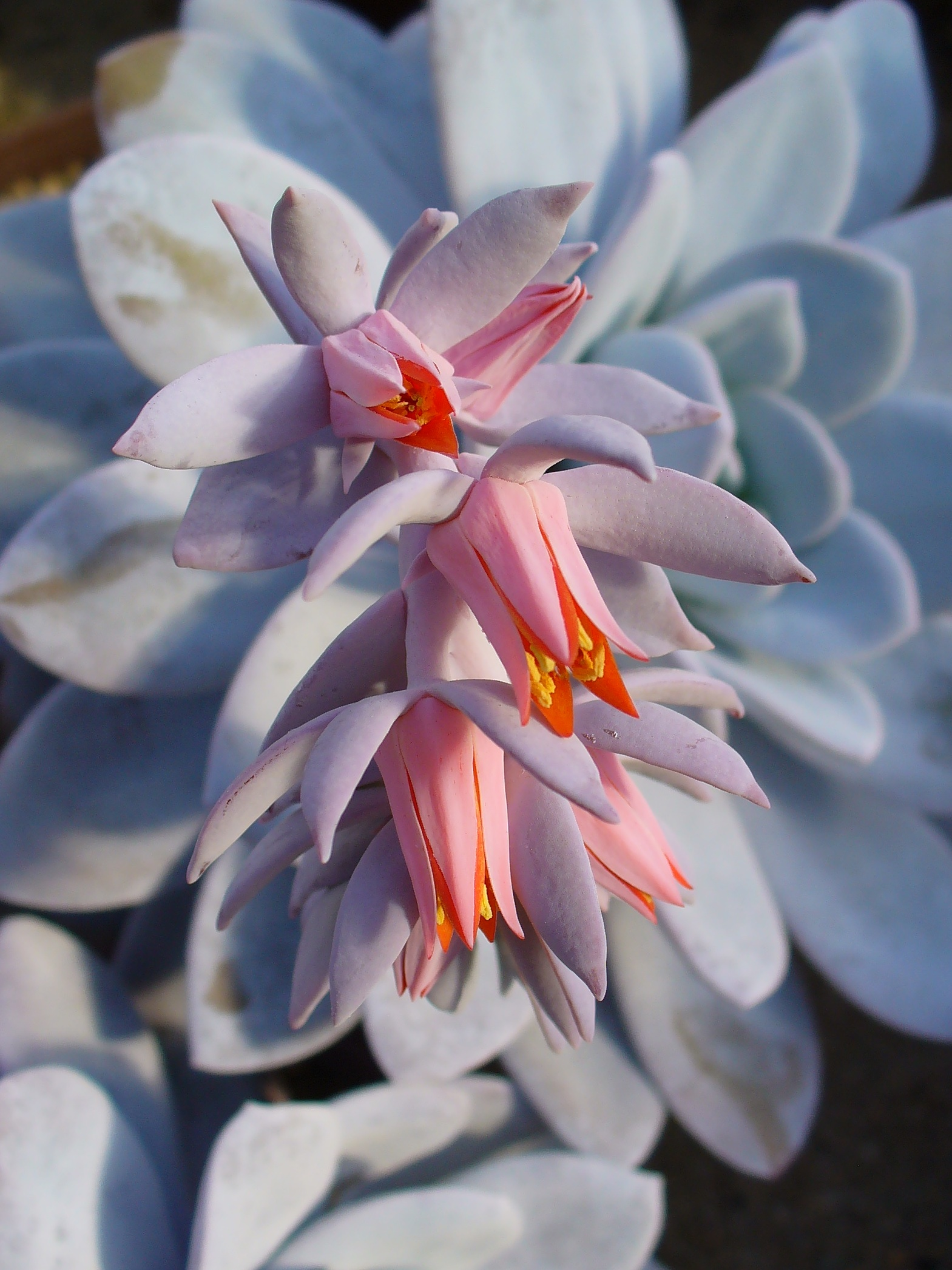
Echeveria laui

## UNESCO
Foi inscrito como Patrimônio Mundial da UNESCO em 2018 por: "ser a zona árida e semi-árida com a mais rica biodiversidade em toda América do Norte. Vestígios arqueológicos demonstram desenvolvimentos tecnológicos e domesticação precoce das colheitas. O vale apresenta um sistema de manejo de água com canais, poços, aquedutos e represas, o mais antigo do continente, que foi construído para suprir alguma emergência em assentamentos agriculturais"